# صفحة بيضا (مسلسل)
صفحة بيضا، مسلسل درامي مصري عرض حصرياً على قناة أون في عام 2025، من إخراج أحمد حسن، ومن بطولة النجمة حنان مطاوع.

## قصة المسلسل
تدور أحداث مسلسل "صفحة بيضا" في إطار من التشويق والغموض، تمر ضي بالعديد من الأحداث الغريبة الغامضة، وبعد حدوث جريمة قتل، يتولى التحقيق الضابط إياد ويكتشف ثلاث قصص مختلفة عن حياة ضي، وتتكشف له الحقائق عن فضيحة فساد دولية مرتبطة بشركة أدوية شهيرة تهدد أرواح المرضى.

## طاقم التمثيل
- حنان مطاوع: (ضي)
- سامي الشيخ: (إياد )
- نور محمود
- أحمد الرافعي
- أحمد الشامي
- مها نصار
- أحمد ماجد: (يونس )
- ميمي جمال: (فوزية)
- حنان يوسف
- أحمد والي: (شوقي )
- داله حربي:( الطفلة مايا)
- تيسير عبد العزيز: (شيرين)
- كريم عبد الخالق: ( رفعت)
- محمد البكري
- أيسل محمد رمزي: (رحمه)
- عمر الشناوي
- حسن العدل
- طاهرة: (هاجر )
- يوسف حشيش: (عمر)
- نبيل علي ماهر
- ماجدة منير
- سامح الصريطي
- أميرة حافظ
- دعاء حكم (شهيرة)
- أيمن الشيوي
- سامح بسيوني